# Papa Leão V
Leão V (em latim: Leo V); (Ardea, 845 - Roma, c. dezembro de 903) foi o 118.º Papa da Igreja Católica de c. 30 de julho de 903 até a data de sua morte, em dezembro daquele mesmo ano. Era da "Campanha Romana", isto é, das planícies adjacentes a Roma.
Julga-se, que tenha nascido em Priapo, perto de Ardea. Filho de um humilde pastor. Alguns cronistas de documentos mais antigos alegam entre outras considerações, que teve esmerada educação devido à intervenção materna e de sua família. Segundo um catálogo antigo era ele "padre forasteiro": não pertencia, pois, a nenhuma das igrejas cardinalícias da cidade eterna. Não há informações em documentos da Igreja Católica que deem informações mais precisas sobre a que ordem pertencia ou que forneçam dados mais seguros sobre a sua origem concreta. O fato, todavia, de não pertencer a nenhuma das principais igrejas de Roma, leva a crer que seria homem de valor, elevado no conceito moral, e que teria sido escolhido para conciliar divergências.
As facções em Roma estavam em ebulição. Leão V governou a Igreja menos de dois meses. Um dos partidos, não satisfeito com a escolha de Leão, insurgiu-se, tumultuou pelas ruas da cidade, e, nessa desordem, o pontífice foi preso, arrastado a uma prisão e morto misteriosamente. Estas são notícias dadas por alguns contemporâneos e repetidas, dois séculos mais tarde, por Sigeberto de Gembloux. O cronista Flodoardo, grande biógrafo europeu, costuma atribuir, junto de outros cronistas e historiadores ingleses e franceses de seu tempo, que certos eventos de insurreição popular e insatisfação política com Leão V foram fruto das tensões promovidas pelo capelão de nome Cristóvão. Curiosamente esse mesmo capelão sucederia ao papa Leão, visto que desde longa data Cristóvão ambicionava o trono pontifício. Esse homem, movido por grande ambição, alimentou o interesse dos insurretos em depor o pontífice com promessas difíceis de cumprir, e que macularam a sua reputação por toda a posteridade. Os tempos eram particularmente difíceis, tão bárbaros que subsiste como provável o fim trágico deste papa, terminando seus dias como o de muitos príncipes: assassinado. Em seu breve e agitado pontificado não foi, pois, anotado qualquer fato de relevo ou importância em Roma.

## Morte
A causa da morte de Leão V permanece obscura. Pouco se sabe da sua vida, da sua eleição, de seu pontificado e das causas da sua morte. Foi preso (por motivos desconhecidos) e há uma lenda atribuindo a sua morte a Sérgio III, mas, conforme assevera a Enciclopédia Católica: "é mais provável que Leão tenha morrido de causas naturais na prisão ou em um monastério".